# Stroppiana
Stroppiana település Olaszországban, Vercelli megyében. Lakosainak száma 1180 fő (2023. január 1.). Stroppiana Asigliano Vercellese, Pertengo, Pezzana, Rive, Villanova Monferrato és Caresana községekkel határos.

## Népesség
A település népességének változása:
| Lakosok száma | 1220 | 1208 | 1180 |
|               | 2017 | 2018 | 2023 |